# Muhammad Abu Tir
Muhammad Abu Tir (arabisch محمد حسن أبو طير, DMG Muḥammad Ḥasan Abū Ṭair; oft auch als Mohammed Abu-Teir transkribiert; * 1951 in Ostjerusalem) ist ein palästinensischer Politiker (Hamas).

## Leben
Abu Tir wurde in Umm Tuba, einem arabischen Viertel von Ostjerusalem geboren. Seit Januar 2006 gehört er für den Wahlkreis Ostjerusalem dem Palästinensischen Legislativrat an. Am 29. Juni 2006 wurde er von Israel zusammen mit 63 weiteren Hamas-Mitgliedern im Rahmen der „Operation Sommerregen“ verhaftet, um gegen den entführten Soldaten Gilad Schalit ausgetauscht zu werden, später aber wieder freigelassen.
Im Juni 2010 haben die israelischen Behörden Muhammad Abu Tir „den Ausweis entzogen, der ihm das Recht gibt, in Jerusalem zu leben und dies mit seiner islamistischen Grundhaltung begründet“. Am 30. Juni 2010 wurde er inhaftiert, weil er sich weigerte, Jerusalem zu verlassen.